# Línea 178 (Buenos Aires)
La línea 178 es una línea de colectivos. Conecta el barrio de Nueva Pompeya de la Ciudad Autónoma de Buenos Aires con las localidades de Florencio Varela y Zeballos, ambas del mismo partido. Es operada por la compañía Microomnibus La Colorada S.A.C.I. La cabecera se encuentra en Av. Hudson 1350.
A continuación se detalla el recorrido de los ramales de esta línea.

### Letra "B"
Desde Traful y Av. Sáenz:

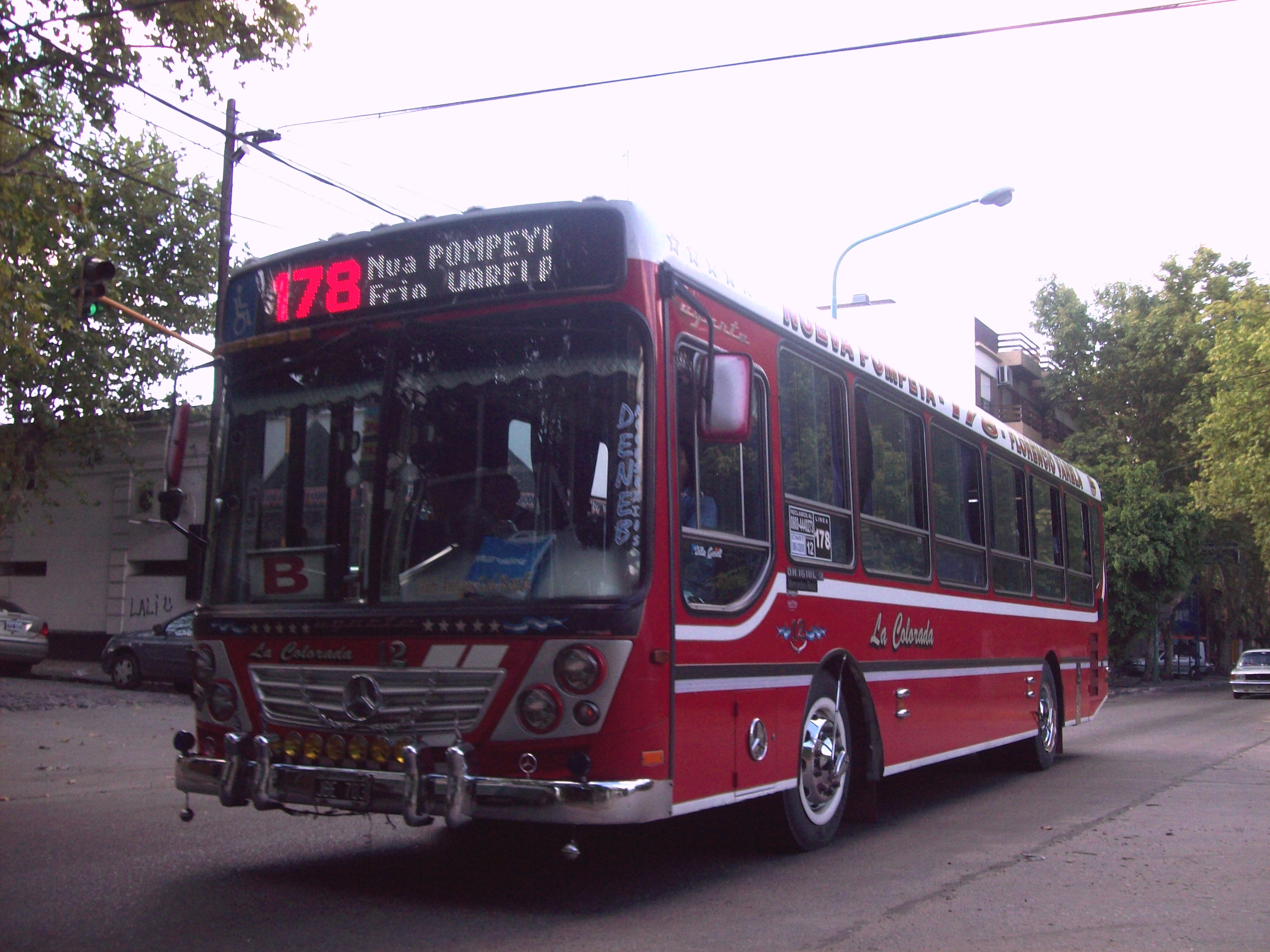
Ramal Letra "B" transitando por Av. San Martín (esq. Jorge Newbery) hacia la Estación Florencio Varela.

- Buenos Aires: Por Av. Sáenz, Puente Alsina.
- Lanús: Av. Remedios de Escalada de San Martín, Av. Tte. Gral. Juan Perón, Av. Bernardino Rivadavia.
- Avellaneda: Giribone, Rosetti, Av. Hipólito Yrigoyen, Colón, Mariano Acosta, Av. Gral. Belgrano, Gral. Paz, Av. Gral. Bartolomé Mitre, Av. Fabián Onsari, Crisólogo Larralde, Martinto, Camino General Belgrano.
- Quilmes: Av. Gral. Mosconi (RP 53).
- Florencio Varela: Av. San Martín, Dr. Salvador Sallares, Alberdi, Perón, Coronel Pringles, Lavalle, Belgrano, Av. 12 de Octubre, Cjal Mainini (ex Progreso), Montevideo, Av. Hudson, Picheuta.

Regreso: Desde Picheuta y Av. Hudson por ésta, calle 802, Diag Espora, Av. 12 de Octubre, Rosario, Montevideo, Florida, Int Fonrouge (ex Tucumán), Lavalle, Gral Paz, Vicente Lopez y Planes, Entre Ríos, Pringles, Perón, Av. San Martín, Av. Gral. Mosconi (RP 53), Camino General Belgrano, Martinto, Crisólogo Larralde, Coronel Lynch, Gral. Arredondo, Av. Fabián Onzari, Av. Gral. Bartolomé Mitre, Rucci, Manuel Estévez, Av. Hipólito Yrigoyen, Coronel Bosch, Lebensohn, Av. Bernardino Rivadavia, Av. Tte. Gral. Juan Perón, Av. Remedios de Escalada de San Martín, Puente Alsina, Av. Sáenz hasta Traful.

### Letra "C"
Desde Traful y Av. Sáenz:

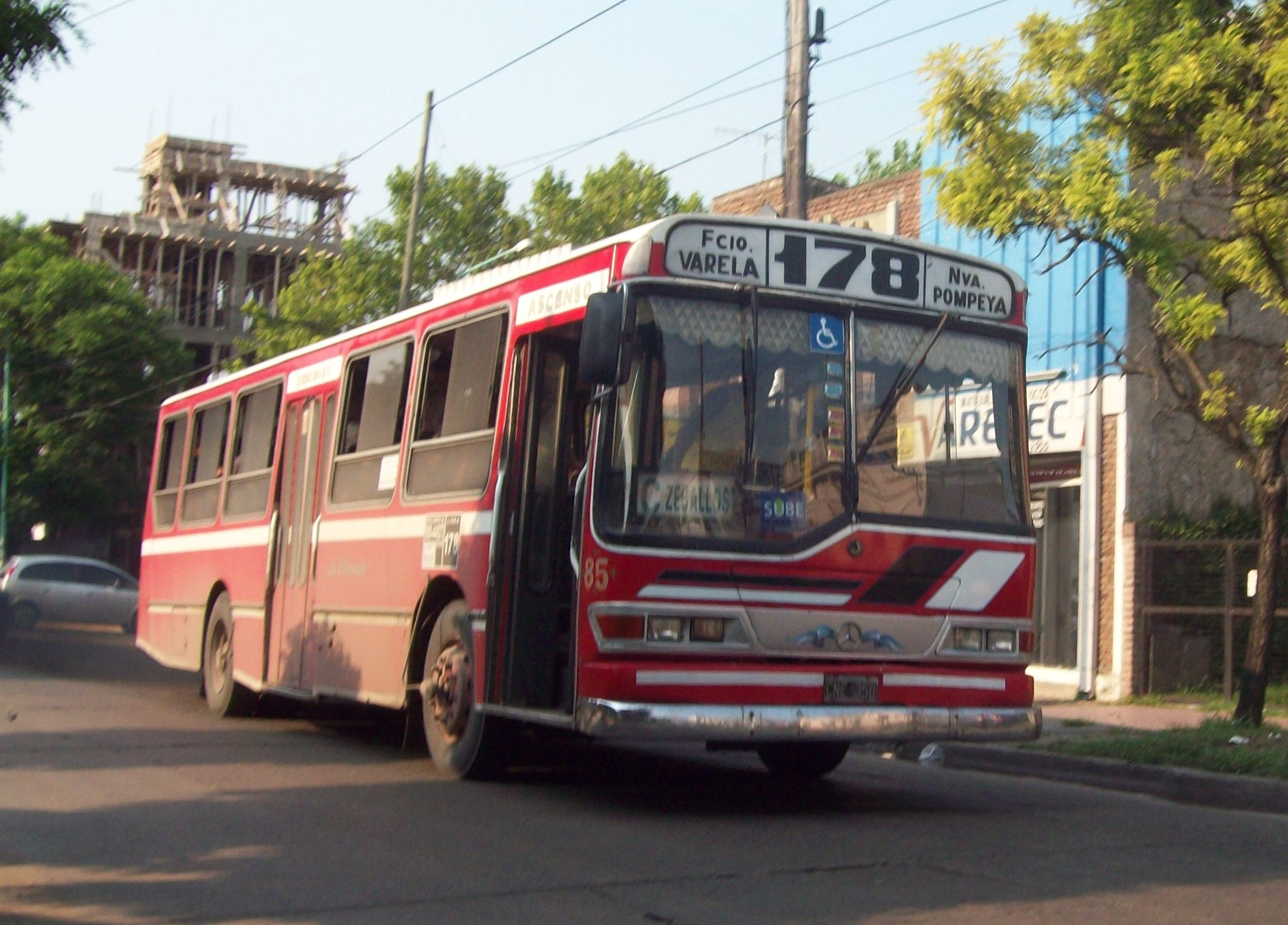
Ramal Letra "C" transitando por la calle Alberdi en Florencio Varela.

- Ciudad Autónoma de Buenos Aires: Por Avenida Sáenz, Puente Alsina.
- Lanús - Quilmes: Av. Remedios de Escalada de San Martín, Av. Tte. Gral. Juan Perón, Avenida Hipólito Yrigoyen, Bustamante, Camino General Belgrano.
- Florencio Varela: Hipólito Yrigoyen, Av. San Martín, Dr. Salvador Sallares, Alberdi hasta Perón.

Regreso: Desde Alberdi y Perón por ésta, Av. San Martín, Hipólito Yrigoyen, Cruce Varela, Puerto Argentino (Calle 101), Azcuénaga (Calle 106), Antonio González Balcarce, Camino General Belgrano, Gral. Deheza, Bustamante, Av. Hipólito Yrigoyen, Jean Jaures, Av. Bernardino Rivadavia, Av. Tte. Gral. Juan Perón, Av. Remedios de Escalada de San Martín, Puente Alsina, Av. Sáenz hasta Traful.

### Letra "C" (Por Senzabello)
Igual recorrido que Letra "C" hasta Camino General Belgrano.
- Florencio Varela: Arenales, Av. Calchaquí, Ruta Provincial 36, Bombero Voluntario Senzabello, Gral. Güemes, Av. San Martín, Dr. Salvador Sallares, Alberdi hasta Perón.

Regreso: Desde Alberdi y Perón por ésta, Av. San Martín, Juan Díaz de Solis, Gral. Güemes, Bombero Voluntario Senzabello, Av. Calchaquí, Cruce Varela, continuando por el mismo recorrido del troncal hasta Av. Sáenz y Traful.

### Letra "G" (Zeballos)
Igual recorrido que Letra "C" hasta Av. Tte Gral. Juan Perón.
- Lanús: Coronel Murguiondo, Guatemala, Armenia.
- Avellaneda: Coronel Molinedo, Entre Ríos, Cabildo, Av. Bernardino Rivadavia, Giribone, su ruta hasta Av. Pte. Bartolomé Mitre, Gral. Acha, Crisólogo Larralde, Fabián Onsari, Camino General Belgrano, su ruta.

Regreso: Por el mismo recorrido troncal hasta Av. San Martín, Hipólito Yrigoyen, Cruce Varela, Puerto Argentino (Calle 101), Azcuénaga (Calle 106), Balcarce, Camino General Belgrano, Av. Fabián Onsari, Gral. Arredondo, Gral. Madariaga, Av. Crisologo Larralde, O'higgins, Cordero, Anatole France, Av Crisologo Larralde, Güemes, Belgrano, Italia, Av. Gral. Bartolomé Mitre, Av Hipólito Yrigoyen, Av. Bernardino Rivadavia, Entre Ríos, Coronel Molinedo, Armenia, Paraguay, Valparaiso, Av. Remedios de Escalada de San Martín, su ruta.

### Ramal a Quilmes
Desde Traful y Av. Sáenz:
- Ciudad Autónoma de Buenos Aires: Por Avenida Sáenz, Puente Alsina.
- Lanús: Av. Remedios de Escalada de San Martín, Av. Tte. Gral. Juan Perón, Coronel Murguiondo, Guatemala, Armenia.
- Avellaneda: Coronel Molinedo, Entre Ríos, Cabildo, Av. Bernardo Rivadavia, Giribone, Roseti, Av. Hipólito Yrigoyen, Colón, Mariano Acosta, Av. Gral. Belgrano, Gral. Güemes, Comandante Spurr, Almirante Cordero, Anatole France, Gral. Villegas, Gral. Acha, Crisólogo Larralde, Coronel Lynch.
- Quilmes: Calle 166, Los Andes hasta Camino General Belgrano (RP 14).

Regreso: Desde Camino General Belgrano y Los Andes por Los Andes, Calle 166, Coronel Lynch, Gral. Arredondo, Gral. O'Higgins, Gral. Belgrano, Gral. Güemes, Av. Gral. Belgrano, Gral. Paz, Av. Gral. Bartolomé Mitre, Rucci, Estévez, Av. Hipólito Yrigoyen, Coronel Bosch, Lebensohn, Av. Bernardino Rivadavia, Entre Ríos, Coronel Molinedo, Armenia, Paraguay, Valparaíso, Senador Quindimil, Carabobo, Av. Remedios de Escalada de San Martín, Puente Alsina, Av Sáenz hasta Traful.